# Dolmen de Torcé-en-Vallée
Le dolmen de Torcé-en-Vallée, également appelé Palet de Gargantua, est un édifice mégalithique situé à Torcé-en-Vallée, en France.

## Localisation
Le dolmen est situé à l'ouest du bourg de Torcé-en-Vallée, dans le département français de la Sarthe.

## Historique
L'édifice fait l’objet d’une inscription au titre des monuments historiques depuis le 5 mars 1969.